# Steirastoma pustulatum
Steirastoma pustulatum är en skalbaggsart som först beskrevs av Dru Drury 1773.  Steirastoma pustulatum ingår i släktet Steirastoma och familjen långhorningar. Inga underarter finns listade i Catalogue of Life.